# Chantemerle (marque)
Pour les articles homonymes, voir Chantemerle.
Chantemerle est une marque d'eau minérale naturelle dont la source se trouve en Ardèche, dans la commune de Meyras.

## Historique
Créée en 1868 et embouteillée par la Société du Pestrin à Meyras, l’eau minérale Chantemerle provient d’une source située au cœur du parc naturel régional des Monts d'Ardèche. 
En juin 2012, la Société du Pestrin (qui embouteille aussi l'eau Ventadour sur le même site), alors en liquidation judiciaire est reprise par l'entrepreneur Éric Besson,,. La Chantemerle est primée en février 2017 lors du 1er concours international des eaux minérales « gourmet ». L'usine est ensuite mise à l'arrêt en 2018 à la suite d'analyses non conformes des eaux, et d'un problème de mise au normes d'une nouvelle chaîne de production,.

## Composition
| Éléments             | Proportion en mg/l |
| -------------------- | ------------------ |
| Calcium (Ca2+)       | 38                 |
| Magnésium (Mg2+)     | 11,9               |
| Sodium (Na+)         | 14,5               |
| Potassium (K+)       | 1,7                |
| Sulfates (SO42-)     | 2,7                |
| Bicarbonates (HCO3-) | 210                |
| Nitrate              | 0                  |